# Демурине
Дему́рине — селище в Синельниківському районі Дніпропетровської області. Входить до складу Межівської селищної громади. Населення за переписом 2001 року становить 1310 чоловік.

## Географічне розташування
Селище Демурине знаходиться за 1,5 км від села Володимирівка. По селу протікає пересихаючий струмок з загатою. Через селище проходять автомобільна дорога Т 0406 і залізниця, станція Демурине.
Розташоване у східній частині області за 110 кілометрів від обласного центру.

## Історія
1894 року було збудовано залізничну станцію Демурине. 1922 року за рішенням Гаврилівської сільської ради Покровського району біля станції були засновані хутори Демурине та Стасове, які згодом були об'єднані.
1957 року Демурине віднесене до категорії селищ міського типу.
До 2017 року було адміністративним центром Демуринської селищної ради, у яку, крім того, входили села Василівка і Володимирівка.

## Населення

### Мова
Розподіл населення за рідною мовою за даними перепису 2001 року:
| Мова            | Кількість | Відсоток |
| --------------- | --------- | -------- |
| українська      | 1188      | 90.69%   |
| російська       | 63        | 4.80%    |
| білоруська      | 6         | 0.46%    |
| болгарська      | 2         | 0.15%    |
| грецька         | 1         | 0.08%    |
| інші/не вказали | 50        | 3.82%    |
| Усього          | 1310      | 100%     |

## Економіка
Поблизу селища працює Демуринський гірничо-збагачувальний комбінат.

## Соціальна сфера
У селищі є школа, дитячий садок, амбулаторія, бібліотека, будинок культури. Проходить Донецька залізниця і автошлях Т 0406.

## Постаті
- Шульга Андрій Миколайович (1993—2014) — солдат Збройних сил України, учасник російсько-української війни.